# Пламинкова, Франтишка
Франтишка Пламинкова (чеш. Františka Plamínková; род. 5 февраля 1875 года, Прага, Австро-Венгрия — 30 июня 1942 года, Прага, Протекторат Богемии и Моравии) — чешский политик, журналист, феминистка, организатор чехословацкого и международного женского движения. Была казнена во время Гейдрихиады.

## Биография
Франтишка Пламинкова родилась в семье пражского сапожника Франтишка Пламинкова и Франтишки Пламинковой (урож. Крубнеровой), и была самой младшей из трёх дочерей в семье. Окончила начальную и среднюю школу, а также педагогический институт в Праге. Начала преподавать в 1894-1895 году в Таборе и Собеславе. С 1895 года начала работать в Праге. В 1908 году была назначена учителем в средней школе в Прага-Бубны (часть Голешовиц). Поскольку, по австро-венгерским законам, учителям было запрещено вступать в брак и иметь детей, она не вышла замуж. Она поддерживала контакты с семьей Масариков с юных лет.

### Общественная и политическая деятельность
В 1897 году принимала участие в первом съезде чехословацких женщин. Стала членом ассоциации «Чешских учительниц», была основателем «Чешского женского клуба» (1903) и «Комитета за избирательное право для женщин» (1905). В 1908 году сотрудничала с Альбиной Хонзаковой над созданием девиза женской эмансипации (феминизма) для Научной энциклопедии Отто. В 1907 году, обратила внимание общественности на то, что избирательный закон 1861 года для выборов в Ландтаг Чешского королевства, не исключает женщин из обладателей избирательных прав. Поэтому в 1908, 1909 и 1912 годах, предпринимала усилия для избрания первой женщины депутата. Это случилось в 1912 году, когда депутатом была избрана Божена Викова-Кунетицка. Франтишка Пламинкова также активно вела кампанию за отмену целибата для учителей и за равноправие мужчин и женщин в семье и обществе. В 1923 году основала «Женский национальный совет», который входил в Международный альянс женщин.
В 1918 году вступила в Чешскую национально-социальную партию (позднее Чехословацкая социалистическая партия) и была выдвинута в Пражское городское собрание. На муниципальных выборах в 1919 году и в 1923 году была избрана в Пражское городское собрание. На парламентских выборах в 1925 году была избрана в Сенат. Позднее переизбралась в 1929 и в 1935 году. Оставалась сенатором до роспуска Сената в марте 1939 года и создания Протектората Богемии и Моравии. После становления Второй Чехословацкой республики в 1938 году, Чехословацкая социалистическая партия была запрещена, однако Франтишка Пламинкова отказалась вступать в Партию национального единства и Национальную партию труда, и осталась сенатором вне фракции.
Во время Судетского кризиса, 14 сентября 1938 года, Франтишка Пламинкова, написала открытое письмо Адольфу Гитлеру в котором защищала президента Эдварда Бенеша и обвиняла канцлера Германии в национальных и исторических заблуждениях в отношении чешского народа.

### Смерть
В 1939 году, отказалась от политического убежища, которое ей предложили на конференции Международного альянса женщин, которая проходила в Копенгагене, и вернулась в оккупированную немцами страну. Впервые была арестована 1 сентября 1939 года, в день начала Второй мировой войны. Спустя шесть недель, она была освобождена и продолжила работу в «Женском национальном комитете». В феврале 1942 года была подвергнута критике в прессе, со стороны журналиста-коллаборациониста Карла Вернера, за своё пассивное сопротивление оккупационному режиму. Через неделю после смерти Рейнхарда Гейдриха, 11 июня 1942 года была арестована и отправлена в концентрационный лагерь Терезин. 30 июня 1942 года была расстреляна на Кобылиском полигоне.